# Пауль Мбонг
Пауль Мбонг (мальт. Paul Mbong, нар. 2 вересня 2001, Марсакала, Мальта) — мальтійський футболіст нігерійського походження, нападник клубу «Біркіркара» та національної збірної Мальти.

## Клубна кар'єра
Пауль Мбонг починав займатися футболом у молодіжних командах мальтійських клубів «Гіберніанс» та «Біркіркара». Саме у складі останнього і відбувся дебют Мбонга у дорослому футболі. У березні 2019 року нападник вийшов на заміну у матчі чемпіонату Мальти.

## Збірна
У вересні 2020 року у матчі Ліги націй проти команди Фарерських острвів Пауль Мбонг дебютував у національній збірній Мальти.

## Особисте життя
Пауль Мбонг народився у спортивній родині. Його батько - нігерієць за походженням Ессьєн Мбонг колишній футболіст. Також грають у футбол на професійному рівні два брати Пауля - Джозеф та Еммануель.

## Титули і досягнення
- Володар Кубка Мальти: 2022-23